# Paco Ureña
Francisco José Ureña Valero (Lorca, Murcia, España, 26 de diciembre de 1982), más conocido como Paco Ureña, es un torero español en activo que tomó la alternativa como matador de toros en 2006 en la Plaza de toros de Murcia y que está inscrito dentro del Registro de Profesionales Taurinos, dependiente del Ministerio de Cultura, con el número 4001.

## Biografía

### Inicios
Paco Ureña nació en 1982 en La Escucha, una pedanía de localidad murciana de Lorca, en el seno de una familia de huertanos, sin relación alguna con la tauromaquia. Decidido a ser torero, alquiló una casa en la localidad sevillana de Benacazón, y desde el Aljarafe mantuvo una estrecha vinculación con el toro. Así, curtiéndose en soledad, pasó varios años.
Después, llegaría la recompensa al esfuerzo y su nombre quedó pronto anotado en el corazón de los buenos aficionados, que vieron en el torero una capacidad fuera de lo común, una actitud heroica, un ejemplo de entrega y pundonor y una concepción clásica del toreo.
Es su ciudad natal fue donde debutó con picadores en 2003, en un cartel completado por Caro Gil y Antonio López con novillos de Santiago Domecq. 

## Carrera
Tomó la alternativa en el año 2006 frente a toros de la ganadería de Gavira, apadrinado por el malagueño Javier Conde, actuando como testigo Morante de la Puebla. Cortó cuatro orejas a sus dos toros, saliendo por la puerta grande de la plaza de Lorca.
Confirmó la alternativa en Madrid el 25 de agosto de 2013 acartelado con Iván García y Javier Solís con toros de Martín Lorca.
El 14 de septiembre de 2018, en la plaza de toros de Albacete, a la salida del cuarto toro, dispuesto a alcanzar el triunfo que se le había negado en el primero. Lo recibió a la verónica, y, en un momento inesperado, el animal tiró un derrote y clavó su pitón derecho en el ojo izquierdo del torero. Los médicos, convencidos en su primera impresión de que el accidente era gravísimo, trataron de que acudiera a la enfermería, pero el torero siguió toreando. Después de diversas operaciones, el torero perdería visión en su ojo izquierdo; pese a ello, en enero de 2019 volvería a los ruedos.
El 15 de junio de 2019, en la Plaza de Toros Monumental de Las Ventas y en la feria de San Isidro, con reses procedentes de la ganadería de Victoriano del Río y con una plaza absolutamente entregada a su toreo, lidió al segundo toro de su lote, el que le permitió ese triunfo, con una costilla rota que había sufrido durante la lidia de su primero. En el sexto toro de la tarde llamado "Empanado", se le concedieron dos orejas y salió a hombros por la Puerta Grande.
El 23 de agosto de 2019, en la 7ª de las Corridas Generales de la Semana Grande de Bilbao, con toros de Jandilla y Vegahermosa, Ureña cortó cuatro orejas y consiguió así salir por la Puerta Grande de la Plaza de Toros de Vista Alegre.